# 에리크 뷔야르
에리크 뷔야르(프랑스어: Éric Vuillard, 1968년 5월 4일 ~ )는 프랑스의 영화감독, 소설가이다. 2차 대전 전야를 다룬 150페이지의 짧은 소설 《그날의 비밀》로 2017년 공쿠르상을 수상해 전 세계의 주목을 받았다. 뷔야르가 10대 때, 의사였던 아버지는 모든 것을 버리고 알프스 벽촌으로 이주했다. 청소년기의 뷔야르는 스페인과 포르투갈을 여행하다가 프랑스에 돌아와 바칼로레아에 합격했다. 대학에서는 자크 데리다 밑에서 철학과 인류학을 공부했다.
1999년 첫 책 《사냥꾼》을 출간했다. 2002년부터 영화감독 겸 시나리오 작가로 활동했으며 <걷는 남자>, <마테오 팔코네>라는 두 편의 영화를 만들었다. 역사적 사실을 바탕으로 한 소설을 연이어 발표했으며 스페인 정복자들을 다룬 《콩키스타도르》, 1차 대전을 다룬 《서쪽의 전투》, 서부 개척 시대 버펄로 빌의 이야기를 다룬 《대지의 슬픔》, 프랑스 혁명이 배경인 《7월 14일》, 종교 개혁 당시를 다룬 《가난한 사람들의 전쟁》 등이 있다. 뷔야르는 현재 프랑스 북서부 렌에 거주하며 작품 활동을 이어 가고 있다.

## 저서

### 소설
- Le Chasseur (Éditions Michalon, 1999)
- Tohu (Éditions Léo Scheer, 2005)
- Conquistadors (Éditions Léo Scheer, 2009)
- La Bataille d’Occident (Actes Sud, 2012)
- Congo (Actes Sud, 2012)
- Tristesse de la terre (Actes Sud, 2014) 《대지의 슬픔》, 이재룡 옮김(열린책들, 2020)
- 14 juillet (Actes Sud, 2016)
- L'Ordre du jour (Actes Sud, 2017) 《그날의 비밀》, 이재룡 옮김(열린책들, 2019)
- La Guerre des pauvres (Actes Sud, 2019)
- Une Sortie Honorable (Actes Sud, 2022)

### 시집
- Bois vert (Éditions Léo Scheer, 2002)